# Tricypha imperialis
Tricypha imperialis là một loài bướm đêm thuộc phân họ Arctiinae, họ Erebidae.